# Spiersbach
Spiersbach är ett vattendrag i västra Österrike och norra Liechtenstein.
Omgivningarna runt Spiersbach är en mosaik av jordbruksmark och naturlig växtlighet.